# Hybolabus brasiliensis
Hybolabus brasiliensis là một loài bọ cánh cứng trong họ Attelabidae. Loài này được Janczyk miêu tả khoa học năm 1960.